# メイベル・グリアーズ・トイショップ
メイベル・グリアーズ・トイショップ（Mabel Greer's Toyshop）は、ロンドンで結成されたイングランドのプログレッシブ・ロック（当初はサイケデリック・ロック）・バンドであり、1966年から1968年にかけて活動し、ロック・バンドであるイエスの前身となった。彼らの音楽は、サイケデリック、アメリカン・ブルース、クラシックに影響を受けたアレンジと詩的な歌詞の組み合わせによって特徴づけられた。メンバーには、クリス・スクワイア、ピーター・バンクス、クライヴ・ベイリー、ロバート・ハガー、そして後にジョン・アンダーソンが含まれていた。バンドは2014年に、オリジナル・メンバーである歌手でギタリストのクライヴ・ベイリー、ドラマーのロバート・ハガー、ヒューゴ・バーレ、トニー・ケイ、ビリー・シャーウッドによって再結成された。

## 略歴
メイベル・グリアーズ・トイショップは、作曲家にしてギタリストでボーカリストのクライヴ・ベイリー、ドラマーのロバート・ハガー、ベーシストのポール・ラトリッジによって1966年に結成された。ハガーは、かつてザ・シンのオーディションを受けた際、そのベーシストであるクリス・スクワイアと出会っていた。ザ・シンが1967年に解散し、スクワイアはメイベル・グリアーズ・トイショップに参加するよう依頼された。ザ・シンに在籍していたピーター・バンクスもその後すぐに参加した。1968年初め、ジョン・アンダーソンが、ソーホーのナイトクラブでスクワイアと顔を合わせた後、バンドに加わった。
メイベル・グリアーズ・トイショップは、マーキー、エレクトリック・ガーデン、UFO、ハプニング44など、ロンドンのクラブやロンドン周辺の大学で演奏していた。この間に、バンドはロンドンのミドル・アース・クラブにて影響力のあるBBCラジオのDJであったジョン・ピールと出会い、ピールのラジオ番組である『トップ・ギア』と『ナイト・ライド』のためにいくつかの曲を録音した。そのうちの数曲は、バンクスがリリースしたコンピレーション・アルバム『The Roots of Yes』に収録され、その中には、その後のバージョンが最初のイエスのアルバムである『イエス・ファースト・アルバム』（1969年）で登場する「Beyond and Before」も含まれている。メイベル・グリアーズ・トイショップは、MCAレコードのプロデューサーであるMike Leanderとのデモ・レコーディング・セッションも行っている。
名前をイエスに変更する前のメイベル・グリアーズ・トイショップ最後のギグの1つは、1968年5月にロンドンのハイゲートで行われた。イエスの2005年発表のボックスセット『ライヴ・イヤーズ』のカバーに記載されているラインナップは、スクワイア、ジョン・アンダーソン、バンクス、ベイリー、ハガーであった。ビル・ブルーフォードは1968年6月にハガーと交代で加入し、トニー・ケイはキーボードでバンドに参加した。その後、バンクスの提案に従って、メイベル・グリアーズ・トイショップは自分たちの名前を「イエス」へと変更することとなった。ベイリーは1968年後半にメイベル・グリアーズ・トイショップを脱退している。
バンドは2014年にベイリー、ハガー、バーレ、ケイ、そしてイエスのプロデューサー兼ベースのビリー・シャーウッドというメンバーで再結成された。アルバム『New Way of Life』が2015年にリリースされ、そこには新しい音楽と、ベイリーとスクワイアによって1967年と1968年に書かれた数曲が含まれていた。
アルバム『The Secret』は2017年12月8日にリリースされた。ピーター・バンクスのギター・ワークがフィーチャーされており、彼に敬意を表して録音された「The Secret」という曲を収録している。

## ディスコグラフィ

### スタジオ・アルバム
- New Way of Life (2015年)
- Images (2016年) ※1967年–1968年音源のリマスター
- The Secret (2017年)